# Wilhelm II (książę Apulii)
Wilhelm II, wł. Guglielmo II (ur. 1095 w Salerno, zm. 28 lipca 1127 tamże) – od 1111 książę Apulii i Kalabrii oraz Amalfi (jako Wilhelm) z normańskiej dynastii Hauteville.
Był jedynym synem Rogera Trzosa i Adeli flandryjskiej, który dożył wieku dorosłego. Władzę po swoim ojcu odziedziczył jeszcze w 1111 jako nieletni chłopiec. Do 1114 regencję w jego imieniu sprawowała matka. Prowadził nieudolną politykę feudalną wobec pozostałych członków rodu. Jego starszy kuzyn, Roger II hrabia Sycylii wysunął roszczenia do tytułów książęcych Wilhelma. Dopiero w 1121, dzięki interwencji papieża Kaliksta II, Wilhelm i Roger zawarli pokój. Wilhelm przyznał dziedzictwo swoich tytułów Rogerowi, w przypadku niepozostawienia prawowitego syna. W zamian Roger zobowiązał się do wsparcia Wilhelma w stłumieniu buntu Jordana, barona Ariano. Dodatkowo Wilhelm wycofał się do Amalfi, oddając swoje księstwo we właściwy zarząd kuzynowi. W 1125 papież Honoriusz II dokonał instalacji książęcej Wilhelma. Akt ten niewiele jednak zmienił. Co prawda potwierdzał władzę zwierzchnią księcia, jednak zasadniczy wpływ na politykę książęcą nadal wywierał Roger.
W 1114 Wilhelm poślubił Welfrydę córkę Roberta z Alife, hrabiego Carazzo. Małżeństwo było bezdzietne. Po śmierci Wilhelma w lipcu 1127, jego jedyny prawny spadkobierca, najstarszy z kuzynów Roger bez przeszkód potwierdził przyznane mu prawo wyłącznego dziedziczenia.

## Wywód przodków
| 4. Robert Guiscard (1016-1085)       |  |                                  |  |  |                           |
|                                      |  | 2. Roger Trzos (1060/'61-1111)   |  |  |                           |
| 5. Siszelgajta z Salerno (1040-1090) |  |                                  |  |  |                           |
|                                      |  |                                  |  |  | 1. Wilhelm II (1095-1127) |
| 6. Robert I Fryzyjski (1028-1093)    |  |                                  |  |  |                           |
|                                      |  | 3. Adela flandryjska (1064-1115) |  |  |                           |
| 7. Gertruda saska (1030-1113)        |  |                                  |  |  |                           |
|                                      |  |                                  |  |  |                           |